# Gornji Dušnik
Gornji Dušnik (cyr. Горњи Душник) – wieś w Serbii, w okręgu niszawskim, w gminie Gadžin Han. W 2011 roku liczyła 184 mieszkańców.